# Salvador Sadurní
Salvador Sadurní (né le 3 avril 1941 à L'Arboç), est un ancien gardien de but de football. Il était considéré comme étant le digne successeur du grand Antoni Ramallets à l'époque.
Sous le maillot du FC Barcelone, Sadurní a gagné trois fois le trophée Zamora de meilleur gardien du Championnat d'Espagne. Il aura disputé un total de 464 matches avec le club barcelonais.
En 1976, l'entraîneur allemand Weisweiler ne comptant plus avec lui, il décida d'abandonner le football, même s'il était encore en pleine condition physique. Le 1er septembre de la même année, le club lui rendit hommage avec un match entre le Barça et le Stade de Reims,  auquel participèrent notamment Johan Cruyff, Antoni Torres et Joaquim Rifé.

## Carrière
- 1961-1976 : FC Barcelone ( Espagne)

## Palmarès
- Copa del Rey en 1963, 1968, 1971 (FC Barcelone)
- Champion d'Espagne en 1974 (FC Barcelone)
- Coupe d'Europe des villes de foire en 1966 (FC Barcelone)